# Cosmopterix luteoapicalis
Cosmopterix luteoapicalis is een vlinder uit de familie prachtmotten (Cosmopterigidae). De wetenschappelijke naam van deze soort is voor het eerst geldig gepubliceerd in 2002 door Sinev.
De soort komt voor in tropisch Afrika.